# Dolichopeza setisternata
Dolichopeza setisternata är en tvåvingeart som beskrevs av Alexander 1931. Dolichopeza setisternata ingår i släktet Dolichopeza och familjen storharkrankar. Inga underarter finns listade i Catalogue of Life.